# Симплектическая геометрия
Симплектическая геометрия — область дифференциальной геометрии и дифференциальной топологии, изучающая симплектические многообразия: гладкие многообразия с выбранной замкнутой невырожденной 2-формой.
Симплектическая геометрия имеет как сходства, так и различия с римановой геометрией, изучающей многообразия с выбранной квадратичной положительно определённой формой — метрическим тензором, — позволяющей определить расстояния на многообразии. В отличие от случая римановой геометрии, на симплектических многообразиях нет локального инварианта, каким в римановом случае является кривизна. Это следует из теоремы Дарбу, утверждающей, что достаточно малая окрестность любой точки 2n-мерного симплектического многообразия изоморфна некоторой области {\displaystyle \mathbb {R} ^{2n}} со стандартной симплектической формой:
{\displaystyle \omega =\sum _{j}dp_{j}\wedge dq_{j}}.
Ещё одним отличием от римановой геометрии является то, что не на любом многообразии можно задать симплектическую структуру: имеется ряд топологических ограничений. Так, многообразие должно быть чётномерным и ориентируемым. Кроме того, для случая замкнутого многообразия {\displaystyle M} его вторая группа гомологий {\displaystyle H^{2}(M,\mathbb {R} )} должна быть нетривиальной: симплектическая форма на компактном многообразии без края не может быть точной.
Исходно симплектическая геометрия возникла из гамильтонова формализма в классической механике, когда фазовое пространство для классической системы оказывалось симплектическим многообразием. В симплектической геометрии начался расцвет в 1980-х годах благодаря формулировке гипотезы Арнольда и результатам Михаила Громова и Андреаса Флёра о псевдоголоморфных кривых.